# Ilaria Tocchini

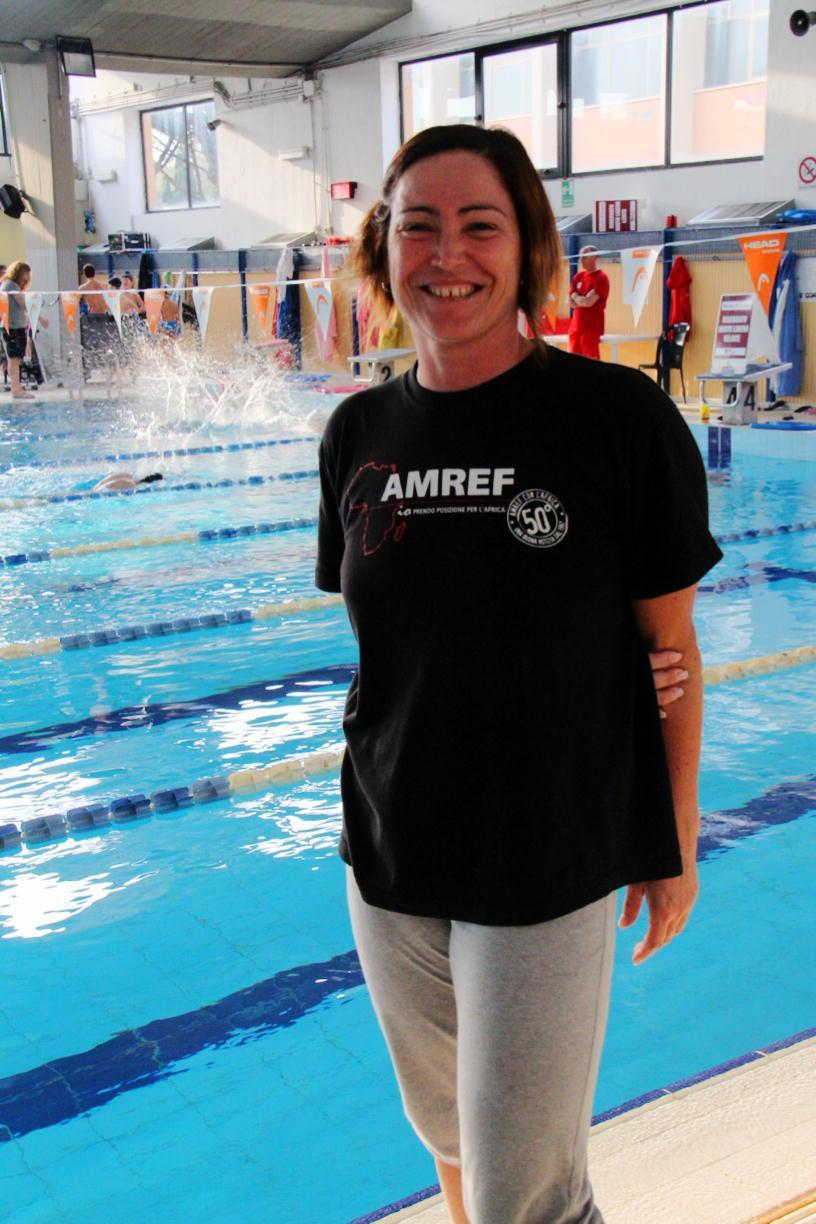
Ilaria Tocchini (2025)

Ilaria Tocchini (* 4. August 1967 in Livorno) ist eine ehemalige italienische Schwimmerin. Sie erhielt bei Schwimmeuropameisterschaften zwei Silbermedaillen. Bei Mittelmeerspielen erschwamm sie vier Goldmedaillen, vier Silbermedaillen und eine Bronzemedaille.

## Karriere
1983 bei den Mittelmeerspielen 1983 in Casablanca wurde Tocchini hinter ihrer Landsfrau Cinzia Savi Scarponi Zweite über 100 Meter Schmetterling. Über 100 Meter Rücken erschwamm sie die Bronzemedaille. Drei Jahre später bei den Schwimmweltmeisterschaften 1986 erreichte Ilaria Tocchini drei Endläufe. Sie wurde Siebte über 100 Meter Schmetterling. Die 4-mal-100-Meter-Freistilstaffel wurde Siebte und die Lagenstaffel mit Lorenza Vigarani, Manuela Dalla Valle, Ilaria Tocchini und Silvia Persi belegte den vierten Platz.
1987 nahm Ilaria Tocchini an drei internationalen Meisterschaften teil. Im Juli erkämpfte sie bei der Universiade in Zagreb die Silbermedaille mit der Lagenstaffel. Im August fanden die Europameisterschaften in Straßburg statt. Tocchini wurde Fünfte sowohl über 100 Meter Schmetterling als auch über 200 Meter Schmetterling. Die italienische Lagenstaffel mit Vigarani, Dalla Valle, Tocchini und Persi gewann mit sechs Sekunden Rückstand auf die Staffel aus der DDR ebenfalls Silber. Im September bei den Mittelmeerspielen 1987 in Latakia wurde Tocchini über 100 Meter Schmetterling Zweite hinter der Französin Jacqueline Delord. Über 200 Meter Schmetterling schwamm Tocchini auf den vierten Platz. Über 200 Meter Lagen gewann Tocchini Silber hinter ihrer Landsfrau Roberta Felotti. Gold gewann Tocchini mit der Lagenstaffel. Bei den Olympischen Spielen 1988 in Seoul verfehlte Tocchini über 100 Meter Schmetterling den Finaleinzug. Die Lagenstaffel mit Vigarani, Dalla Valle, Tocchini und Persi erreichte den achten Platz im Endlauf und war dabei die fünftbeste europäische Staffel.
Anfang 1991 bei den Weltmeisterschaften in Perth wurde Tocchini Achte über 200 Meter Schmetterling. Bei den Mittelmeerspielen in Athen wurde Tocchini über 200 Meter Schmetterling Zweite hinter der Griechin Elli Roussaki. Mit der Lagenstaffel gewann Tocchini Gold. 1992 bei den Olympischen Spielen in Barcelona erreichte Ilaria Tocchini den achten Platz über 200 Meter Schmetterling. Über 100 Meter Schmetterling verpasste sie das A-Finale deutlich. Die italienische Lagenstaffel mit Vigarani, Dalla Valle, Tocchini und Ilaria Sciorelli verfehlte mit der neuntbesten Zeit der Vorläufe den Finaleinzug um 0,22 Sekunden.
Zwei Jahre später bei den Schwimmweltmeisterschaften 1994 in Rom belegte Tocchini mit der italienischen 4-mal-200-Meter-Freistilstaffel den siebten Platz. Die Lagenstaffel mit Vigarani, Dalla Valle, Tocchini und Cecilia Vianini belegte den sechsten Platz. 1995 bei den Europameisterschaften in Wien gewann die Dänin Mette Jacobsen den Wettbewerb über 100 Meter Schmetterling, dahinter schlug Ilaria Tocchini als Zweite an. Sie hatte 0,02 Sekunden Vorsprung auf die drittplatzierte Französin Cecile Jeanson. Bei ihrem dritten Olympiastart 1996 in Atlanta verfehlte Ilaria Tocchini auf beiden Schmetterlingsstrecken knapp den Einzug ins B-Finale. Die italienische Lagenstaffel mit Vigarani, Dalla Valle, Tocchini und Vianini wurde Achte.
1997 gewann Tocchini bei den Mittelmeerspielen in Bari noch einmal zwei Goldmedaillen. Nach ihrem Sieg über 100 Meter Schmetterling erkämpfte auch die Lagenstaffel mit Francesca Bissoli, Manuela Dalla Valle, Ilaria Tocchini und Viviana Susin den ersten Platz. Bei den Schwimmeuropameisterschaften 1997 wurde Tocchini Fünfte über 100 Meter Schmetterling und Siebte mit der 4-mal-100-Meter-Freistilstaffel. Mit der Lagenstaffel belegten Bissoli, Dalla Valle, Tocchini und Vianini den vierten Platz.
Ilaria Tocchini nahm von 1982 bis 1997 an italienischen Meisterschaften teil und gewann über 50 Meistertitel. Auf Vereinsebene war sie bei Livorno und bei Turin. Nach ihrer Karriere war sie Mitgründerin eines neuen Schwimmvereins in Livorno. Daneben engagierte sie sich in der Lokalpolitik ihrer Heimatstadt.